# Bronisław Najdzicz
Bronisław Najdzicz (ur. 7 listopada 1905 w Sielcu, zm. wiosną 1940 w Katyniu) – nauczyciel, podporucznik piechoty rezerwy Wojska Polskiego, ofiara zbrodni katyńskiej.

## Życiorys
Urodził się 7 listopada 1905 w Sielcu jako syn Pawła i Konstancji z domu Gil. W latach 1924–1929 studiował w Państwowym Seminarium Nauczycielskim im. Stanisława Konarskiego w Święcianach. 15 maja 1929 zdał egzamin dyplomowy na nauczyciela szkół powszechnych i prywatnych. Następnie jako słuchacz odbył kurs w Szkole Podchorążych Rezerwy Piechoty w Grudziądzu zakończony 1930. Został przydzielony do 85 Pułku Strzelców Wileńskich, który stacjonował w Nowej Wilejce. Został awansowany do stopnia podporucznika piechoty ze starszeństwem z 1 stycznia 1932 (lokata 3393). W 1933 został przeniesiony do 5 pułku piechoty Legionów w Wilnie. W 1934 jako podporucznik rezerwy piechoty przydzielony do 5 pp Leg. pozostawał w ewidencji Powiatowej Komendy Uzupełnień Święciany.
13 kwietnia 1939 został zmobilizowany do służby w batalionie „Słobódka II” Korpusu Ochrony Pogranicza, stacjonującego w Augustowie. Po wybuchu II wojny światowej podczas kampanii wrześniowej oddział od 13 września 1939 uczestniczył w walkach na Suwalszczyźnie, a 13 września 3 batalion został wraz z 3 pułkiem piechoty KOP przetransportowany na Wołyń w rejon Równe-Kostopol, gdzie po agresji ZSRR na Polskę z 17 września 1939 uczestniczył w walkach z wojskami sowieckimi. 21 września Bronisław Najdzicz został ranny w Kołkach nad rzeką Styr. 23 września w rejonie wsi Radoszyn pułk skapitulował. 24 września Najdzicz został aresztowany przez Sowietów. Był przetrzymywany w obozie w Kozielsku (jego pobyt potwierdził kpt. Tadeusz Dyderski; w tym czasie B. Najdzicz nadesłał do rodziny pocztówkę i w marcu 1940 list). Na wiosnę 1940 został zabrany do Katynia i tam został rozstrzelany przez funkcjonariuszy Obwodowego Zarządu NKWD w Smoleńsku oraz pracowników NKWD przybyłych z Moskwy na mocy decyzji Biura Politycznego KC WKP(b) z 5 marca 1940. Został pochowany na Polskim Cmentarzu Wojennym w Katyniu, gdzie w 1943 jego ciało zostało zidentyfikowane w toku ekshumacji prowadzonych przez Niemców pod numerem 3838 (przy zwłokach Bronisława Najdzicza została odnaleziona połowa znaku tożsamości z jego nazwiskiem). 
Jego żoną była Apolonia, z domu Starego (1909–1999, absolwentka Miejskiego Prywatnego Seminarium Nauczycielskiego Żeńskiego w Sanoku z 1929), z którą wziął ślub 25 października 1932. Mieli córkę Barbarę (ur. 11 czerwca 1935) i do wojny zamieszkiwali w Brasławiu. 13 kwietnia 1940 żona i córka zostały deportowane w głąb ZSRR i trafiły w rejon Archangielska, a po dwóch latach zesłania opuściły ten obszar wraz z armią Andersa. Apolonia Najdzicz wybrała pobyt w Indiach i przebywała w osiedlu Valivade miasta Kolhapur; tam do 1947 pracowała jako nauczycielka i w tym czasie poszukiwała informacji o losach męża. Po powrocie do Polski przez wiele lat była nauczycielką w Strachocinie. Córka Bronisława i Apolonii Najdzicz, Barbara (1935–1982), była żoną Zbigniewa Paszty.

## Upamiętnienie

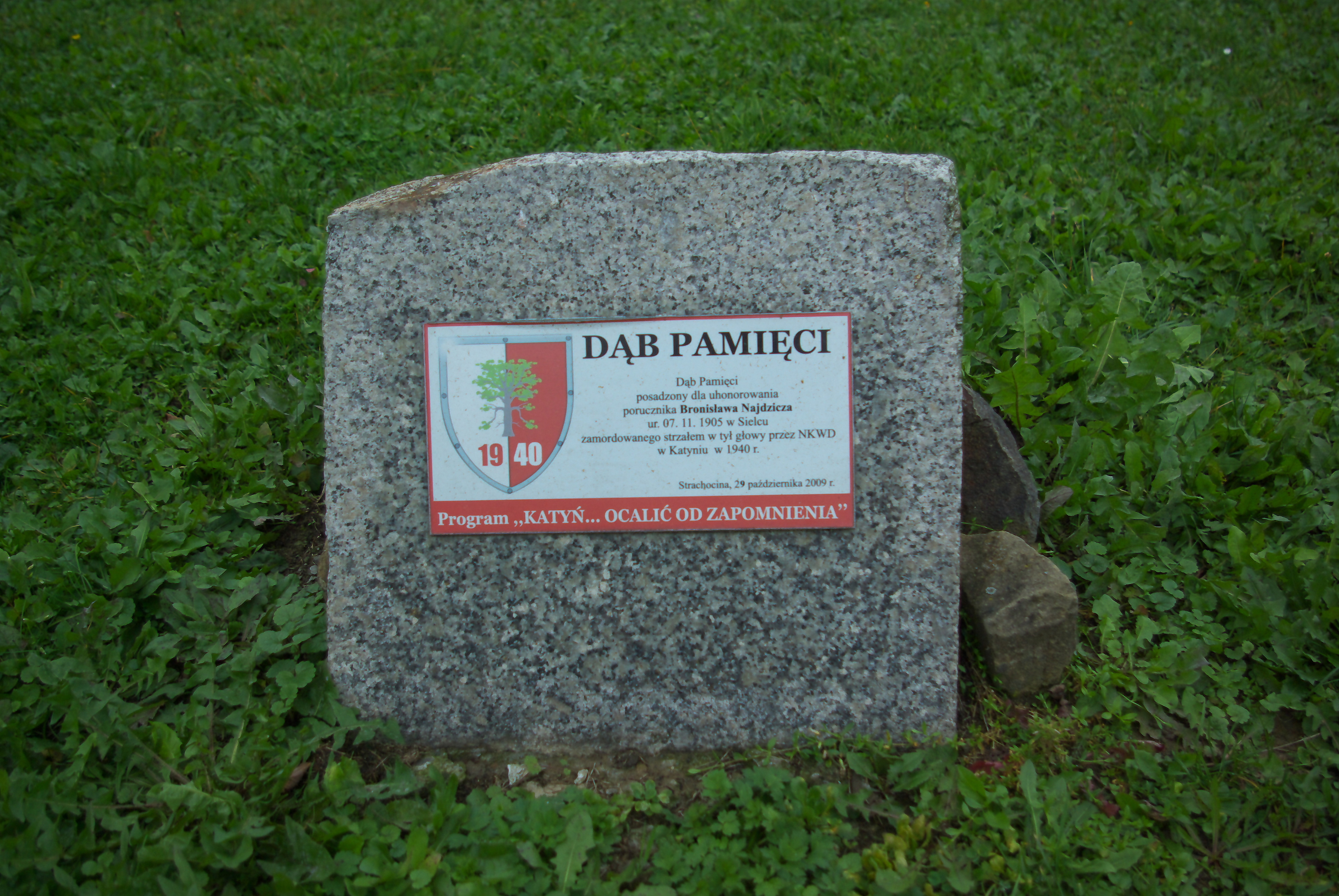
Kamień przy Dębie Pamięci honorującym Bronisława Najdzicza w Strachocinie

W 2007 pośmiertnie został awansowany do stopnia porucznika.
29 października 2009, w ramach akcji „Katyń... pamiętamy” / „Katyń... Ocalić od zapomnienia”, przy Zespole Szkół im. Ignacego Łukasiewicza w Strachocinie został zasadzony Dąb Pamięci honorujący Bronisława Najdzicza.